# Johann Caspar Schenck
 Johann Caspar Schenck est un artisan sculpteur et ivoirier allemand de la cour du Saint Empire à Vienne au XVIIe siècle.
Originaire de Constance, il commence à travailler pour la cour impériale viennoise et est nommé en 1666 sculpteur d’ivoire impérial, (Kaiserliche Hofbeinstecker). Il signait ses œuvres ICS.
L’atelier familiale de Constance produit, un autre artiste reconnu, Christoph Daniel Schenck (1633-1691), qui signait ses œuvres (C.D.S. )